# خضير الحميري
خضير الحميري (1955 -) رسام كاريكاتير عراقي من مواليد بابل، حاصل على بكالوريوس اقتصاد من جامعة بغداد 1981 وماجستير علوم اقتصادية من معهد البحوث والدراسات العربية 1989.
عمل رساما في مجلة الف باء (1979-2003) وصدر له كتاب كاريكاتيري بعنوان (كاري كاتير) ضم رسوماته المنشورة في المجلة لغاية 1988 وفيها اختار عناوين زوايا لرسوماته منها روتين تعقيدي - لو- شعيط ومعيط- مسامير- قرصة السنارة- هلاوين.
اقام معرضه الشخصي الأول في بغداد 1979 وشارك بالعديد من معارض الكاريكاتير المحلية في العراق والمعارض العالمية في اليابان بلجيكا فرنسا كوبا روسيا تركيا مصر ونال جوائز وميداليات تقديرية واختير كأفضل رسام ساخر من نقابة الصحفيين العراقيين ومنح (درع الابداع) من ملتقى الخميس الابداعي باتحاد الادباء عام 2010 .
عمل رساماً في صحف ومجلات عربية وعراقية منها (العرب اليوم) الأردنية و (المدى- الصباح الجديد- الصوت الآخر- مجلة هلا الثقافية- الصباح- الغد…). يواصل نشر رسومه في مجلة الشبكة العراقية كما يشارك في مجلة (كه ب) الكاريكاتيرية التي تصدر بها باللغة الكردية في اربيل.
في البدايات كان متأثرا بالفنان العراقي رائد نوري، الذي جدد في الشكل والمضمون الكاريكاتيري بخطوط وأفكار مميزة، وكذلك الفنان مؤيد نعمة، ومن الفنانين العرب تأثر بالفنانين حجازي وبهجوري وصلاح الليثي وصلاح جاهين.